# Rhinoclemmys
Rhinoclemmys é um gênero de uma das famílias de tartarugas, a dos geoemidídeos ou dos batagurídeos. É conhecida como tartaruga terrestre americana.

## Espécies
- Rhinoclemmys annulata
- Rhinoclemmys areolata
- Rhinoclemmys diademata
- Rhinoclemmys funerea
- Rhinoclemmys melanosterna
- Rhinoclemmys nasuta
- Rhinoclemmys pulcherrima
  -  Rhinoclemmys p. manni
  - Rhinoclemmys p. incisa
- Rhinoclemmys punctularia
- Rhinoclemmys rubida